# Rafael Puyana
Rafael Antonio Lazaro Puyana Michelsen (Bogotà, 14 ottobre 1931 – Parigi, 1º marzo 2013) è stato un clavicembalista colombiano, considerato il primo e più grande virtuoso sudamericano di questo strumento.

## Biografia
Nato nel 1931, Puyana iniziò lo studio del pianoforte all'età di sei anni con sua zia, e, successivamente, ebbe come maestro Giacomo Marcenaro. Nel 1944 tenne il suo primo concerto al Teatro Colón di Bogotà. All'età di sedici anni si trasferì a Boston per continuare gli studi presso il New England Conservatory. Successivamente studiò clavicembalo per otto anni a Lakeville con Wanda Landowska.
Dopo il diploma, conseguito nel 1948 presso il Liceo de Cervantes di Bogotà, studiò composizione a Parigi con Nadia Boulanger. Nel 1957 debuttò come clavicembalista a New York, e, nel 1961, a Boston. Suonò come clavicembalista per la prima volta in Europa a Londra nel 1966. In seguito si stabilì a Parigi, dove trascorse il resto della vita. Interprete di fama internazionale, incise diverse opere per clavicembalo e tenne diversi tour in giro per il mondo.
Fu inoltre collezionista di strumenti musicali, e, nella sua collezione, figurava un clavicembalo a tre manuali, realizzato da Hieronymus Albrecht Hass nel 1740. Puyana morì a Parigi il 1º marzo 2013 e donò gran parte della sua collezione di libri e partiture al Festival Internacional de Música y Danza di Granada. Fra i suoi allievi si ricordano Christopher Hogwood, Elizabeth de la Porte , Martine Roche, e Pierrick Noury.

## Discografia
- The Golden Age of Harpsichord Music, Mercury, 1962.
- Puyana Plays Bach, Mercury, 1963.
- J.S. Bach: 3 Sonatas for Viola da gamba & Cembalo, Philips, 1969.
- Bach: Flute Sonatas (complete); Viola da Gamba Sonatas (complete), Philips, 1969.
- J.S. Bach: Integral Sonaten for Flute, Philips, 1970.
- Maxence Larrieu Flute. Rafael Pyuana Cembalo. Jean-Pierre Wallez Violin. J.S. Bach, Aristocrate, senza data.
- J.S. Bach, J.C. Bach, W.F. Bach: Works for 2 Harpsichords, Philips, senza data.
- Soler:Works For Harpsicord, Mercury, 1992.
- Falla: Master Peter's Puppet Show, Dorian, 1995.
- Baroque Masterpieces, Mercury, 1999.
- Lopez/Angles/Soler: Musical Sun Of Southern Europe, Sanctus, 2008.
- Paleri/Cabezon: Musical Sun Of Southern Europe, Sanctus, 2008.
- Bach: Six Partitas, Sanctus/Naxos, 2014 (postumo).